# Жечкув (Скерневицький повіт)
Жечкув (пол. Rzeczków) — село в Польщі, у гміні Скерневиці Скерневицького повіту Лодзинського воєводства.
Населення — 50 осіб (2011).
У 1975-1998 роках село належало до Скерневицького воєводства.

## Демографія
Демографічна структура станом на 31 березня 2011 року:
|          | Загалом | Допрацездатний вік | Працездатний вік | Постпрацездатний вік |
| -------- | ------- | ------------------ | ---------------- | -------------------- |
| Чоловіки | 27      | 9                  | 14               | 4                    |
| Жінки    | 23      | 5                  | 12               | 6                    |
| Разом    | 50      | 14                 | 26               | 10                   |